# فرودگاه آلپ دئوز
فرودگاه آلپ دئوز (به انگلیسی: Alpe d'Huez Airport) (به زبان بومی: L'altiport de l'Alpe d'Huez) یک فرودگاه همگانی با کد یاتا AHZ است که یک باند فرود آسفالت دارد و طول باند آن ۴۵۰ متر است. این فرودگاه در کشور فرانسه قرار دارد و در ارتفاع ۱۸۱۰-۱۸۶۰ متری از سطح دریا واقع شده است.